# Conus africanus
Conus africanus es una especie de gastrópodo en la familia Conidae. Es endémica de Angola. 